# Unplugged (альбом «Animal ДжаZ»)
Unplugged — четвёртый альбом питерской группы «Animal ДжаZ», вышедший в 2005 году. 

## Об альбоме
Unplugged первый акустический альбом из двух unplugged-дисков группы «Animal ДжаZ», состоящий из номеров, записанных в студии «вживую». Включает в себя по большей части старые композиции.
Помимо уже известных песен в акустических версиях, в альбом вошли три новые композиции («На кухне», «Двое», «Можешь лететь»), не издававшийся ранее трек «Реквием 2005» и live-версия песни «Стереолюбовь».

## Список композиций
| №   | Название              | Длительность |
| --- | --------------------- | ------------ |
| 1.  | «Полиэтилен»          | 2:49         |
| 2.  | «Ангел»               | 2:17         |
| 3.  | «Про это»             | 2:16         |
| 4.  | «Таксофоны»           | 3:52         |
| 5.  | «Можешь лететь»       | 4:19         |
| 6.  | «Реквием 2005»        | 4:09         |
| 7.  | «Как люди»            | 2:42         |
| 8.  | «Поздно»              | 3:41         |
| 9.  | «На кухне»            | 3:51         |
| 10. | «Двое»                | 3:53         |
| 11. | «Весна»               | 3:03         |
| 12. | «Москва»              | 3:07         |
| 13. | «Стереолюбовь» (live) | 7:41         |